# Ким Милтън Нилсен
Ким Милтън Нилсен (на датски: Kim Milton Nielsen) е датски футболен съдия. Роден е на 3 август 1960 г. Висок е 196 см.
Нилсен е международен съдия от 1 януари 1988 г. Първата международна среща, която ръководи, е мачът между Кувейт и Ливан, състоял се на 30 октомври 1989 г.
Нилсен ръководи финала за Шампионската лига през сезон 2003/2004, както и мачове от Евро 2004.